# Гиппий больший (Платон)
Гиппий больший (иногда Иппиас больший; греч. Ἱππίας μειζών; сокр. Plat. Hipp. Maj.) — диалог Платона, посвященный идее прекрасного. Относится к ранним сочинениям Платона.

## Содержание

### Преамбула
Участниками диалога являются Сократ и приехавший в Афины из Элиды Гиппий — дипломат и учитель мудрости (софист). Сократ интересуется, почему древние мудрецы (например, Биант) в отличие от современных (Горгий, Продик, Протагор) не занимались государственными делами. Гиппий отвечает, что они были не в силах заниматься одновременно общественными и частными делами. Затем оказывается, что наиболее холодный прием софистам оказывали спартанцы, которые предпочитали получать мудрость не от чужеземных мудрецов, а от своих предков. Причем в почете у них исключительно знание собственной истории.

### Постановка вопроса о красоте
Затем Сократ ставит вопрос: что есть прекрасное? (греч. τί ἐστι τὸ καλόν. 289d). При этом он утверждает, будто кто-то сам задал ему этот вопрос и поставил его, Сократа, в тупик. При этом Сократ спрашивает «не о том, что прекрасно, а о том, что такое прекрасное».
Гиппий пытается привести пример, утверждая, что прекрасное — это прекрасная девушка (греч. παρθένος καλὴ καλόν.287е). Сократ замечает, что прекрасной девушка становится не сама по себе, а благодаря «самой красоте» (греч. αὐτὸ τὸ καλόν. 288a). Равно как благодаря этой красоте прекрасной может быть не только девушка, но и лошадь (греч. ἵππος. 288b), а также лира (греч. λύρα) и горшок (греч. χύτρα. 288c). Затем Сократ отмечает, что прекрасным горшком может считаться тот горшок, который в наибольшей степени соответствует своему предназначению, если он сделан хорошим мастером, кругл, обожжен и достаточно вместителен.

### Иерархия красоты
Гиппий возражает, что это никак не проясняет ничего. На это Сократ вспоминает изречение Гераклита: Из обезьян прекраснейшая безобразна, если сравнить её с человеческим родом (греч. ἄρα πιθήκων ὁ κάλλιστος αἰσχρὸς ἀνθρώπων γένει συμβάλλειν. 289a). На этом он выстраивает иерархию красоты: прекрасный горшок безобразнее прекрасной девушки, но сама прекрасная девушка безобразнее по сравнению с родом богов. Разнообразные вещи становятся прекрасными благодаря некой идее (греч. εἶδος. 289d).

### Независимость красоты от материала
Гиппий пытается свести красоту к материалу, которым украшают, например, к золоту, но Сократ доказывает, что красота независима от материала, поскольку Фидий создал прекрасную статую Афины, сделав глаза и руки из слоновой кости (290b). Убежденный Сократом Гиппий говорит, что прекрасно быть богатым и пользоваться почётом. Производя дальнейшие размышления, Сократ утверждает, что прекрасное пригодно, полезно и приятно. Однако при этом Сократ также говорит, что красота есть причина блага (греч. ὸ καλόν ἐστιν αἴτιον ἀγαθοῦ. 297b), из чего следует, что красота и благо не одно и то же, как не одно и то же отец и сын.

### Прекрасное и приятное
Далее Сократ разбирает отношения приятного и прекрасного, замечая, что они не находятся в отношении тождества, поскольку не все прекрасное приятно (например, прекрасные законы), и не все приятное прекрасно.
В конце диалога Сократ признает, что прекрасное трудно.